# Michaelskapelle (Untergrombach)
Koordinaten: 49° 5′ 16,2″ N, 8° 33′ 40,6″ O

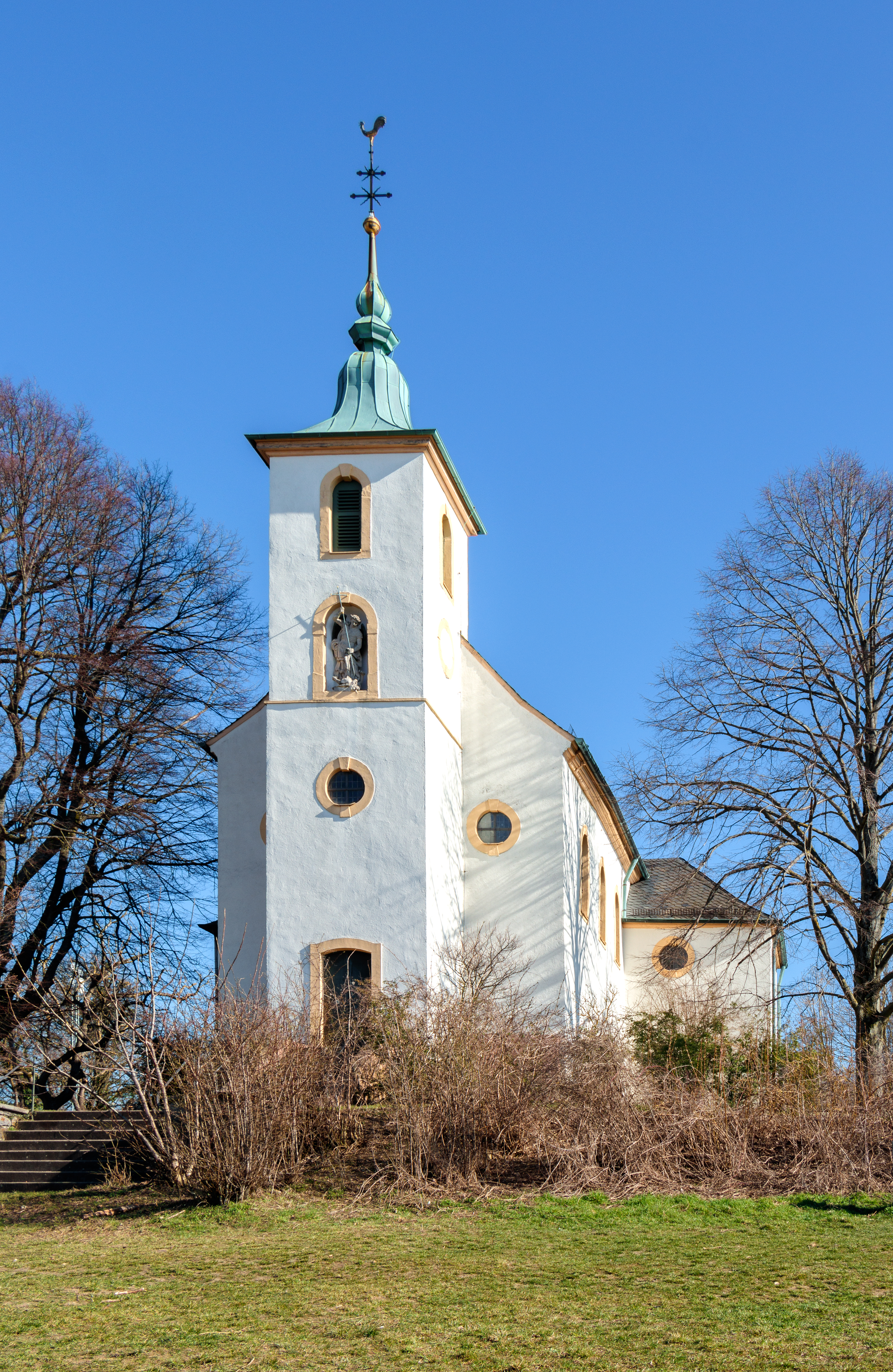
Blick von Westen

Die Michaelskapelle ist eine barocke Wallfahrtskirche auf dem Michaelsberg bei Untergrombach am Westrand des Kraichgauer Hügellandes.

## Geschichte
Von 1346 stammt die erste urkundliche Erwähnung einer Kapelle auf dem Michaelsberg. Nach einer in der heutigen Kapelle wiederverwendeten, 1472 datierten Inschrift errichtete der Baumeister Hensel Frosch an ihrer Stelle eine neue spätgotische Kapelle, möglicherweise im Auftrag des Speyerer Bischofs Matthias von Rammung. Bereits 1584 war die Kapelle zerfallen.
Die jetzige barocke Kapelle wurde 1742 bis 1744 im Auftrag dem Speyerer Fürstbischof Damian Hugo von Schönborn erbaut. 1803 wurde die Kapelle infolge der Säkularisation geschlossen und verkauft; 1855 bis 1857 wurde unter Pfarrer Ignaz Kling die Kirche zurückgekauft und nach der Renovierung wurden die Gottesdienste und Wallfahrten wiederaufgenommen. 

## Ausstattung
Drei Altäre, eine barocke Kanzel aus der ehemaligen Hambrücker Pfarrkirche, Deckengemälde sowie die Figuren der vierzehn Nothelfer sind bemerkenswert und schmücken das Innere des Gotteshauses. Im August 2007 wurde die Kapelle renoviert.

## Galerie

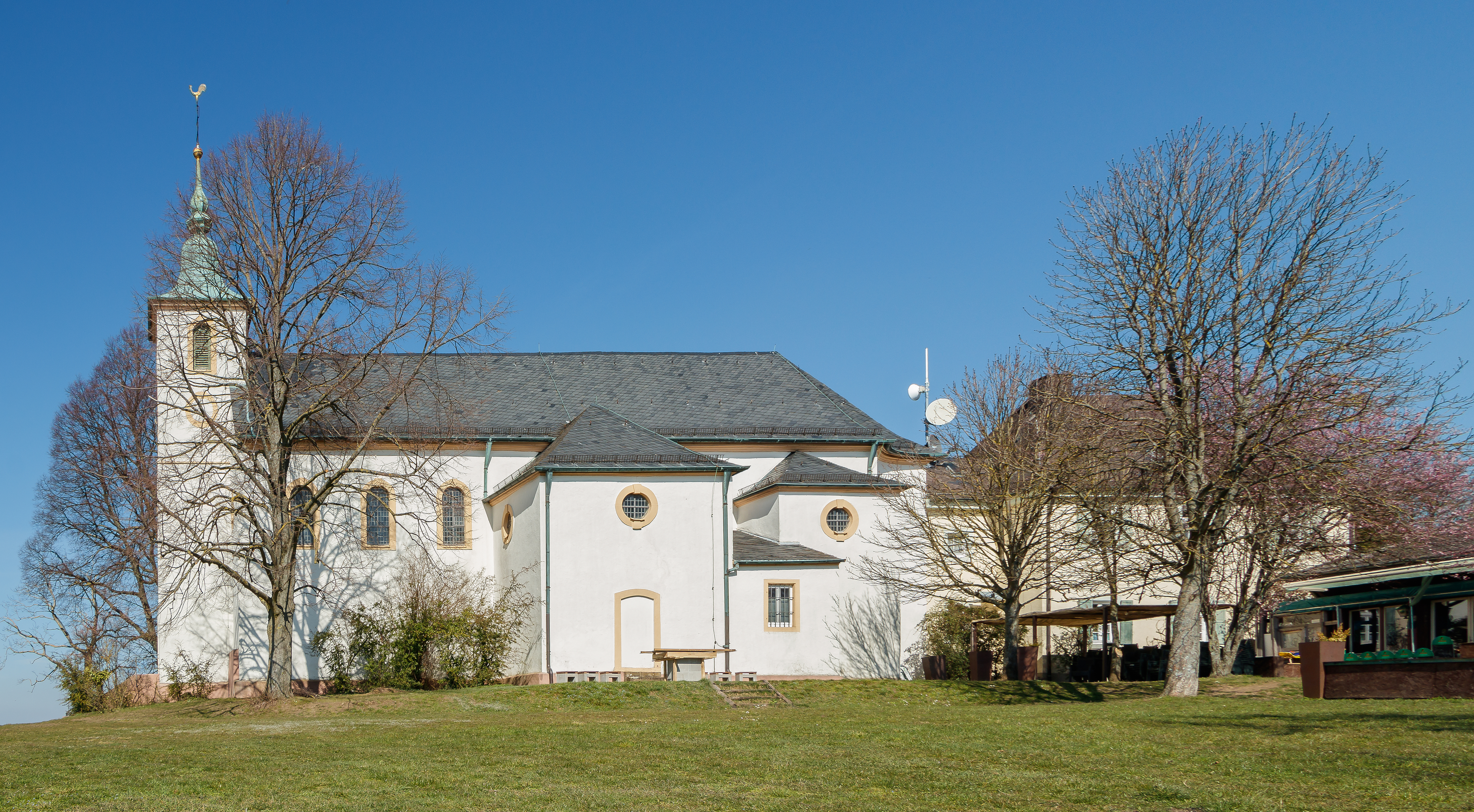
Blick von Süden
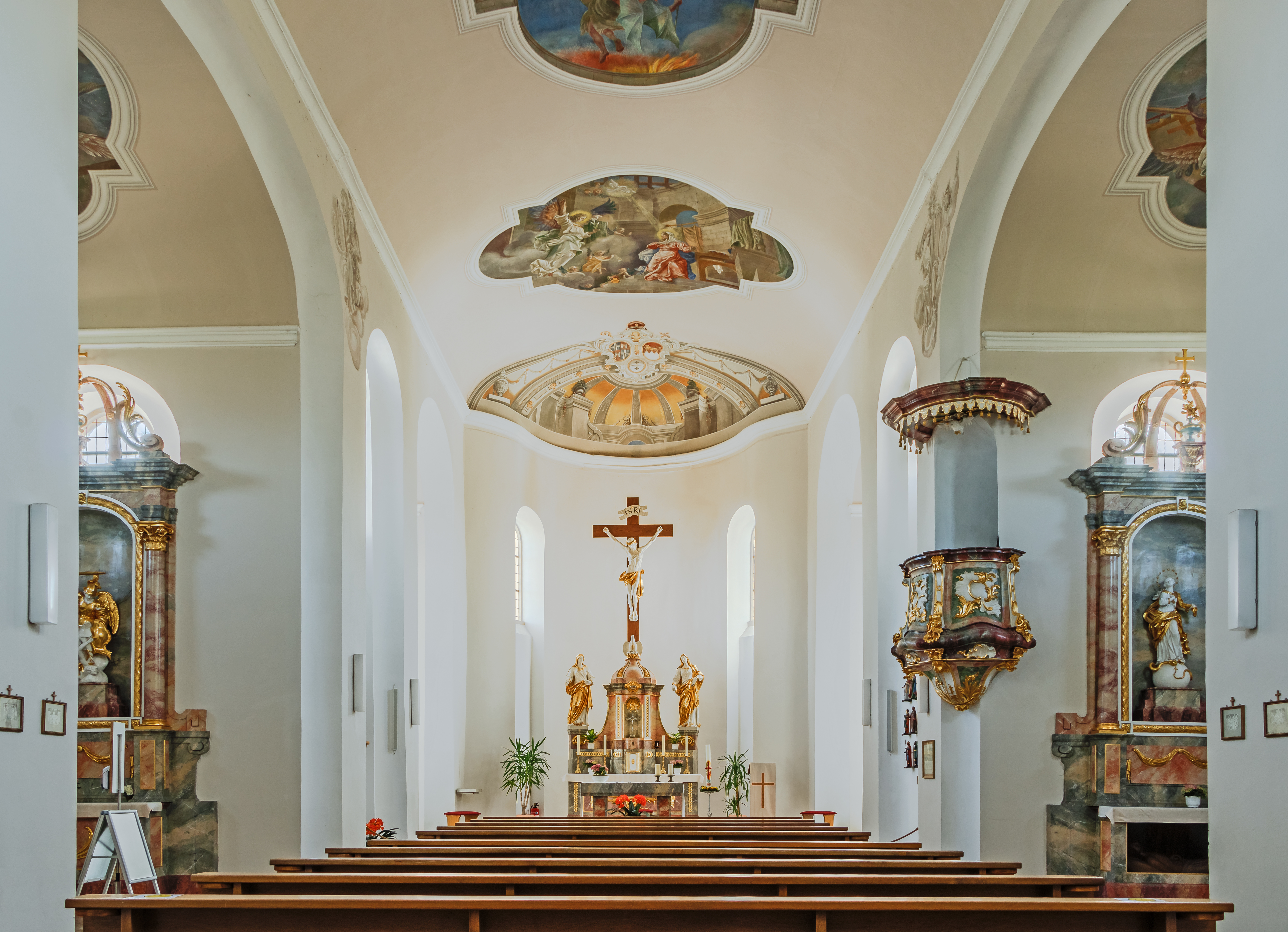
Innenraum
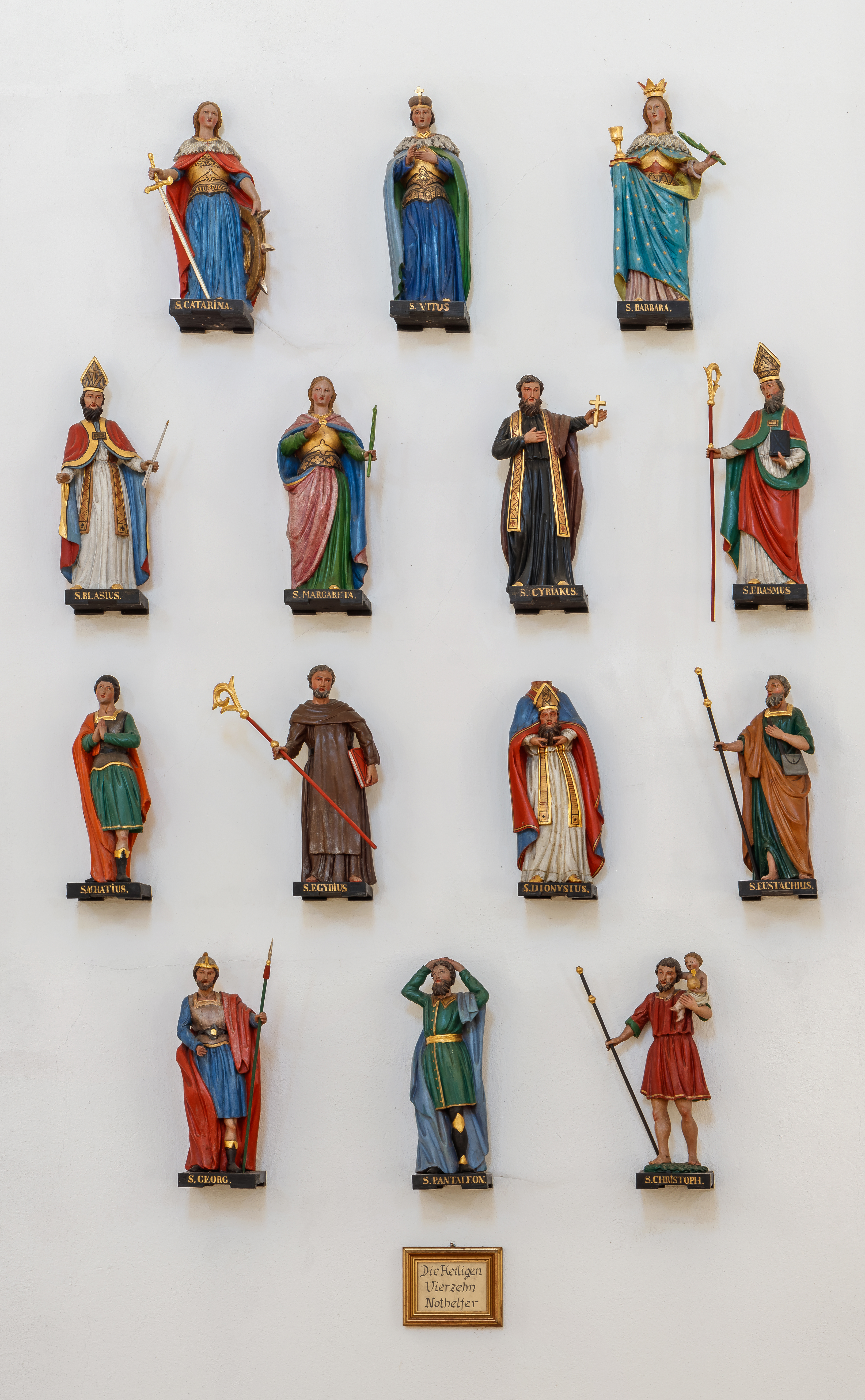
Vierzehn Nothelfer
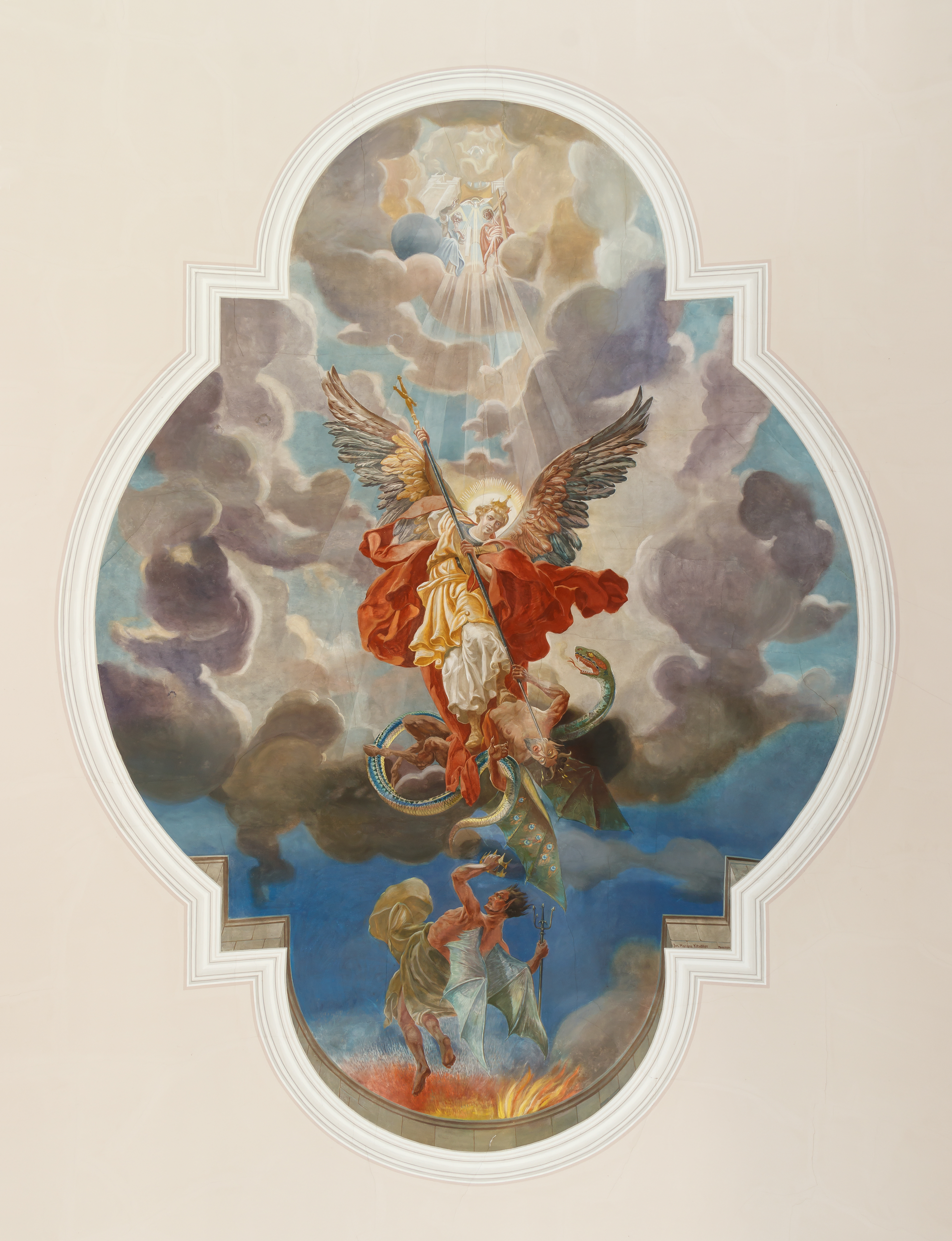
Deckengemälde von Josef Mariano Kitschker „Michael überwindet Satan“